# 嘉麗台
嘉麗台是一個馬來西亞電視頻道，於2014年5月1日開播。嘉麗台的節目大多以粵語和國語播放。播放的節目內容有新聞、娛樂資訊、專訪、社會各階層事務等。嘉麗台取代的了4月1日停播的家娛頻道。
該頻道的節目有七成內容來自廣東廣播電視台和香港, 其他則來自擁有該頻道的一家馬來西亞公司。

## 最後播放節目

### 已結束節目
本地
- 創造企跡（英語：History Maker）
- 創造企跡2（英語：History Maker 2）
- 點石成鑽（英語：Brick to Diamond）
- 飛自遊（英語：I Want to Fly）
- 愛在大馬（英語：Love in Malaysia）
- 愛在大馬2（英語：Love in Malaysia 2）
- 明知星期天（英語：Sunday Break）
- 美VAV十足（英語：VAV Choice）
- 韓購K站（英語：K-Shop）
- 啦酷購物站
- 馬來西亞紀錄大全商企版之輝煌人物（英語：Malaysia Book of Records Business Edition: The Success of Leaders）
- 我愛茨廠街（英語：I Love Petaling Street）
- 白衣天使（英語：Angel）
- 無根草（英語：Splinter of Hope）
- 人間有情天（英語：A World of Love）
- 孝義本無言（英語：The Blood of My Father）
- 寸草心
- 我主皇朝 （英語：The Dictator）
- 點滴是親情（英語：Blood is Thicker than Water）
- 陰差陽錯再續緣（英語：Fragments of the Past）
- 高校鐵金剛（英語：Yes Sir!）

廣東廣播電視台珠江頻道（境外版）
- 中山故事（英語：Zhongshan Story）
- 萬家燈火（英語：The Thousand Lights）
- 娛樂前線
- 外來媳婦本地郎（英語：Daughter in-law）
- 暢行天下（英語：Great Walk of China）
- 炫風車手（英語：F-Team）
- 樂拍樂高（英語：Music TV Show）
- 音樂塗鴉樂園（英語：Happy Go）
- 南粤大地（英語：Guangdong Graphics）
- 粤韻風華（英語：Cantonese Art）
- 兩個女人的戰爭（英語：Two Women in the War）
- 他鄉五邑人（英語：The Overseas Wuyinese）
- 順商傳奇（英語：Business Propitious Legends）
- 天生我才（英語：I am the Best）
- 盛世話收藏（英語：Antique Collection）
- 嘉佳全能星（英語：Jiajia All-Round Star）
- 深宅雪（英語：Love and Hatred Snow）
- 我愛返尋味2（英語：Yummy 2）
- 這裡是客家（英語：This is Hakka）
- 今日關注（英語：Today's Focus）
- 家鄉好梅州（英語：The Story of Hakka）
- 生活計仔多（英語：Tips of Life）
- 粤唱越响（英語：Cantonese Melody Singing Competition）
- 珠江新聞眼（英語：GRT News）
- 誰語爭鋒（英語：All About the Dialects）
- 新濟公活佛（英語：New Mad-Monk）
- 2014麥王爭霸（英語：The King of Mic 2014）
- 千金歸來（英語：Daughter's Back）
- 嶺南文化名家（英語：Lingnan Legends）
- 天使的欲望（英語：Angel's Desire）
- 2015麥王爭霸（英語：The King of Mic 2015）
- 武松
- 生活調查團（英語：Mission Investigations）
- 粵講越掂（英語：Mind Your Cantonese）
- 嶺南文化名人（英語：Lingnan Celebrities）
- 嶺南文化名村行（英語：Lingnan Cultural Village）
- 2013麥王爭霸（英語：The King of Mic - International Cantonese Singing Competition 2013）
- 潮坊
- 秀秀的男人（英語：Xiu Xiu's Men）
- 百萬寶貝（英語：Million Babies）
- 百萬寶貝II（英語：Million Babies 2）
- 天眼追擊（英語：Tell Me the Truth）
- 我係大廚（英語：Master Chef）
- 活色生香（英語：Legend of Fragrance）
- 如意
- 大話黃飛鴻（英語：Once Upon a Time in Guangzhou）
- 生存大挑戰（英語：Survivor's Challenge）
- 大吉利車隊（英語：Da Ji Li Che Dui）
- 歡樂珠江（英語：Pleasant Pearl River）
- 娛樂昇平（英語：Booming Entertainment）
- 夜傾情（英語：Feeling Show）
- 美食特工（英語：Food Hunt）
- 開心假期（英語：Travelling Tips）
- 麥王爭霸之麥王爭霸粵語歌唱大匯（英語：The King of Mic - Cantonese Singing Competition）
- 叮王爭霸（英語：Seconds to Win）
- 廚神爭霸（英語：Battle of the Chefs）
- 家鄉好梅州-之走出圍龍（英語：The Story of Hakka II）
- 紀錄片地帶（英語：Documentary Zone）
- 嶺南文化名鎮行（英語：Lingnan Cultural Town）
- 璀璨人生（英語：Shining Days）
- 文化珠江（英語：Culture of Pearl River）
- 解密大行動（英語：The Mystery Revelation）
- 魅力東莞（英語：Approaching Dongguan）
- 今日江門（英語：Jiangmen Today）
- 珠江紀事（英語：Pearl River Story）

廣東南方衛視
- 我愛返尋味（英語：Yummy）
- 七十二家房客 (第5季)（英語：The House of 72 Tenants (Year 5)）
- 七十二家房客 (第6季)（英語：The House of 72 Tenants (Year 6)）
- 嶺南風情畫（英語：Southern Landscape）

中國
- 真實故事（英語：News Story）
- 遇見男神（英語：Encounter Mr. Right）
- 航空救國（英語：Legend of Flying Eagles in the Anti-Japanese War）
- 水問邕江（英語：Yongjiang Riverside Story）
- 外國人在安徽（英語：Foreigners in Anhui）
- 虎娃
- 三毛旅行記（英語：The Journey Adventure Diaries of San Miao）
- 大嘴巴嘟嘟（英語：Big Mouth Dodo）
- 追夢
- 藍色俱樂部（英語：Sky Blue Club）
- 武當虹少年（英語：Rainbow Teenage）
- 花精靈之嘻哈大冒險（英語：The Adventures of Flower Fairies）
- 錦繡神州之奇遊跡（英語：Splendid China - Hunting for Treasures）
- 瓢蟲貝貝之神秘工廠（英語：Papa Mr. Ladybug and the Mysterious Factory）
- 如意兔之開心農場 第二部（英語：Wishful Rabbit and the Happy Farm (Year 2)）
- 香菇特勤隊之逆襲香菇鎮（英語：Mushroom Commando (Season 3)）
- 瓢蟲貝貝之拯救古樹（英語：Papa Mr. Ladybug and the Ancient Tree）
- 姓氏王國
- 智慧森林（英語：The Forest of Wisdom）
- 活力九州（英語：Jiuzhou Destination of Life）
- 尋夢

香港
- 超級診聊室（英語：Super Clinic）
- 健康風尚雜誌-寶貝你的身體（英語：Health Fashion Magazine: Care Your Fitness）
- 健康風尚雜誌-舌尖的舞蹈（英語：Health Fashion Magazine: Taste of Tongue）
- 醫生故事（英語：Doctor's Story）
- 好友歡聚話當年（英語：Have a Great Time）
- 茶緣天下（英語：Tea World）
- 院士時間（英語：Academician Time）
- 最FIT拍檔
- 旅遊者們（英語：The Travelers）
- 院士時間2（英語：Academician Time 2）
- 超級診聊室2（英語：Super Clinic 2）

廣東衛視
- 結婚也瘋狂（英語：Crazy Marriage）
- 逍遙遊（英語：Carefree Sightseeing Tour）
- 快樂 GO GO GO（英語：Happy Go Go Go）
- 幸福密碼（英語：Happiness Password）

台灣
- 旅行台灣 IV（英語：Tour Taiwan 4）
- 旅行台灣 V（英語：Tour Taiwan 5）
- 果子頭家找A咖（英語：To Be a Farmer）
- 客家人有名堂（英語：The Story of Last Name）
- 暗香風華（英語：Hakka Talk）
- 客庄好味道（英語：Flavor of My Hometown）

澳門
- 澳門魅力小城（英語：Charming City - Macau）

### 特別節目
本地
- 馬來西亞日特備：還天空一個和平運動（英語：Malaysia Day Special: Peace in the Sky Campaign）
- 2012 Countdown Concert Party（2012 Live 動全城倒數派對）
- 花好月圓夜 歌樂慶中秋（英語：Kah Lai Toi's Mid-Autumn Concert 2014）
- 兒童藝能全國大賽2014（個人賽）（英語：National Kids Talent Search 2014 - Individual）
- 兒童藝能全國大賽2014（組合）（英語：National Kids Talent Search 2014 - Group）
- 元旦旅遊特備（英語：New Year Travelogue Special）
- 金鳳獎2014（英語：Golden Phoenix Awards 2014）
- 2013 巴生義烏友好城市國際商品展銷會（英語：Klang Yiwu International Commodities Expo 2013）
- 2014 巴生義烏友好城市國際商品展銷會（英語：Klang Yiwu International Commodities Expo 2014）
- 喜氣羊羊迎新歲2015（英語：Kah Lai Toi's Chinese New Year Special 2015）
- 高唱新年2015（英語：Sing Along Chinese New Year 2015）
- 喜氣羊羊賀新歲之時來運轉 – 新年特備（英語：2015 Chinese New Year Feng Shui Special）
- 巴生鄉團新春文化大匯演（英語：Klang Chinese Clan Association Chinese New Year Cultural Extravaganza）
- 第一屆梁家興博士常年杯兒童才藝大賽（英語：2015 Kids Talent Competition）
- 南寧與東盟特備: 馬來西亞之旅（英語：ASEAN Special: Malaysia）
- 我是皇后（英語：I'm Beauty Queen）
- 粵韻妙曲 - 中秋特備（英語：The Best of Cantonese Art Special）
- 新年特備之音樂寶盒系列演唱會: 江夢蕾演唱會
- 2015 巴生義烏友好城市國際商品展銷會（英語：Klang Yiwu International Commodities Expo 2015）
- 兒童藝能全國大賽2015（個人）（英語：National Kids Talent Search 2015 - Individual）
- 兒童藝能全國大賽2015（組合）（英語：National Kids Talent Search 2015 - Group）
- 金猴賀新歲之時來運轉 - 新年特備（英語：2016 Chinese New Year Feng Shui Special）
- 兒童藝能全國大賽 2016 特輯（英語：National Kids Talent Search 2016 Highlights）
- 金猴報喜迎新歲 2016（英語：Kah Lai Toi's Chinese New Year Special 2016）
- 高唱新年2016（英語：Sing Along Chinese New Year 2016）
- 白琳夢劇院音樂特輯（英語：Jazz's Dream Theater Music Collection）
- 雙城遊記（英語：Malacca to Macau: Tales of the Two Cities）
- 粵韻妙曲 - 新春特備（英語：The Best of Cantonese Art Special）
- 劉漢文情牽小鳥演唱會（英語：Jimmy Liew's Concert 2016）
- 世界傑出名人榜2016（英語：Circle Corp-Worldwide Excellence Awards 2016）
- 鐘盛忠鍾曉玉 美好流行音樂特輯（英語：Nick Chung & Stella Chung Pop Music Special）
- 2017 莊學忠新年特備（英語：Zhuang Xue Zhong Chinese New Year Special 2017）
- 高唱新年2017（英語：Sing Along Chinese New Year 2017）
- 時來運轉之雞祥如意 - 新年特備（英語：Golden Rooster Chinese New Year Feng Shui Special 2017）
- 雞祥如意賀新年 2017（英語：Summit USJ's Chinese New Year Concert 2017）
- 音你而唱（英語：EZ9 Live House's Mini Concert）
  - 謝婉婷 《我最喜愛的男歌手》音樂會
  - 白琳、李尤莉《經典最美》音樂會
  - 湯小康 《信望愛》音樂會
  - 薛炳進《時間，人物，地點》音樂會
  - 徐玉珠 《那些年代我的經典歌曲》音樂會
  - 馬嘉軒、李承運 《米思麻滋》音樂會
- Show Up! Unplugged 2016 歌唱大賽半決賽（英語：Show Up! Unplugged Competition 2016 - Semi Final）
- Show Up! Unplugged 2016 歌唱大賽 - 決賽（英語：Show Up! Unplugged Competition 2016 - Final）
- 兒童藝能全國大賽 2016 （個人）（英語：National Kids Talent Search 2016 - Individual）
- 兒童藝能全國大賽 2016（組合）（英語：National Kids Talent Search 2016 - Group）
- 鐘盛忠鍾曉玉美好新年特輯（英語：Nick Chung & Stella Chung Wonderful Chinese New Year Special）
- 最憶是杭州（英語：The Most Memory of Hangzhou Special）
- 子承父業（英語：The Inheritance）
- 莊學忠 忠氣十足演唱會2017（英語：Zhuang Xue Zhong's Concert 2017）
- 2017 兒童藝能國際大賽（英語：International Kids Talent Search 2017）

廣東廣播電視台
- 娛樂昇平 - 陳肖容學生演唱會（英語：Booming Entertainment Special 1）
- 娛樂昇平 - ~想擁有一雙翅膀MTV歌手招募大比拼總決選（英語：Booming Entertainment Special 2）
- 娛樂昇平 - 歡樂四會行（英語：Booming Entertainment Special 3）
- 粵靚越美麗空中網粵靚女生大對決總賽頒獎盛典（英語：Miss Guangdong Beauty Pageant Gala Ceremony）
- 粵韻風華-追頌著名粵劇編劇家陳自強作品晚會（英語：Canton Opera Special 1）
- 廣東電視台元宵晚會 2015（英語：GRT Chap Goh Mei Special 2015）
- 讓夢想飛 廣東衛視長隆魔幻跨年歌會（英語：2011-12 Guangdong TV's New Year Countdown Concert）
- 粵韻風華 - 群星迎國慶演唱晚會（英語：Canton Opera Special 2）
- 中秋月 兩廣情2014 中秋晚會（英語：Guangdong and Guangxi Mid-Autumn Special 2014）
- 海洋夢•橫琴夜-橫琴海洋王國2014-2015跨年狂歡派對（英語：2014-15 GRT New Year Countdown Concert）
- 穿越古今鬧中秋 2015 - 中秋特別（英語：GRT Mid-Autumn Special 2015）
- 喜氣洋洋鬧元宵 2015元宵晚會（英語：GRT Goat Year Special '15）
- 精彩15，跨越16—歡樂珠江跨年夜（2016廣東衛視跨年晚會/英語：）
- 生活計仔多- 新年特備（英語：Life Tips' Chinese New Year Special）
- 金猴圓夢萬家歡 2016（英語：2016 GRT Golden Monkey Chinese New Year Special）
- 粵唱越响 2014 新年特備（英語：Cantonese Melody Singing Competition Chinese New Year Special 2014）
- 2016男神女神元宵鬥歌會（英語：2016 GRT Chap Goh Mei Battle Song Show）

香港
- 香港同胞慶祝中華人民共和國成立65週年文藝晚會（英語：Variety Show for Celebration of the 65th Anniversary of the Founding of the People's Republic of China）
- 跳躍夢工場 - 李小龍特備（英語：Action: Bruce Lee Special）
- 張偉文 "唱好唱好2007" 演唱會（英語：Donald Cheung's Concert 2007）
- 呂珊閃耀07演唱會（英語：Rosanne Lui in Starry Night Concert 2007）
- 潘秀瓊真我風采半世紀演唱會（英語：Poon Sew Keng's Concert 2010）
- 雷安娜彩雲再現演唱會（英語：Annabelle Liu's Concert 2010）
- 聲王星後百代金曲巨聲演唱會（英語：Rosanne Lui & Donald Cheung Music Concert 2009）
- 香港亞洲流行音樂節（香港亞洲流行音樂節2015/英語：）
- 香港同胞慶祝中華人民共和國成立66週年文藝晚會（英語：Variety Show for Celebration of the 66th Anniversary of the Founding of the People's Republic of China）
- 香港同胞慶祝中華人民共和國成立66週年”國慶青年音樂會”（英語：Youth Concert for Celebration of the 66th Anniversary of the Founding of the People's Republic of China）
- 世界太太（英語：Mrs. World）
- 新年特備之音樂寶盒系列演唱會: 尹光爆金爛演唱會（英語：Chinese New Year Music Box Special: Wan Kwong Live Concert 2009）
- 新年特備之音樂寶盒系列演唱會: 莫旭秋愛在旭秋金曲35年演唱會（英語：Chinese New Year Music Box Special: Joseph Mok Live Concert 2011）
- 新年特備之音樂寶盒系列演唱會: 魯振順全為愛演唱會（英語：Chinese New Year Music Box Special: Henry Lo Live Concert 2013）
- 香港亞洲流行音樂節2016（英語：HKAMF '16）
- 香港同胞慶祝中華人民共和國成立67週年~國慶青年音樂會（英語：Youth Concert for Celebration of the 67th Anniversary of the Founding of the People's Republic of China）
- 世界太太幕後花絮（英語：Mrs. World - Making Of）
- 香港同胞慶祝中華人民共和國成立67週年文藝晚會（英語：Variety Show for Celebration of the 67th Anniversary of the Founding of the People's Republic of China）
- 旅遊者們特備（英語：The Travelers）
- 香港亞洲流行音樂節2017（英語：HKAMF '17）
- 美麗清遠走一走
- WMC第一傳奇世界

其他
- 光輝四十載，謝玲玲風華再現，2010慈善演唱會（英語：Mary Sia's Charity Concert）
- 南寧國際歌民歌藝術節”大地飛歌”2015（英語：The 17th Nanning International Folk Song Arts Festival Gala）
- 春天的旋律•2015年跨國春節晚會（英語：Spring Melody: International Chinese New Year Gala 2015）
- 春天的旋律•2016年跨國春節晚會（英語：Spring Melody: International Chinese New Year Gala 2016）
- 春天的旋律跨國春節晚會 2017（英語：Spring Melody: International Chinese New Year Gala 2017）
- 2016 重慶市春節聯歡晚會（英語：2016 Chongqing Spring Festival Gala）
- 新年特備之音樂寶盒系列演唱會: 青山 金曲當年情（英語：Chinese New Year Music Box Special: Ching Shan Classic Reminiscence Concert）
- 新年特備之音樂寶盒系列演唱會: 蘋果花歌后 楊燕情繫東方之珠（英語：Chinese New Year Music Box Special: Yang Yan Pearl of Orient Live Concert）
- 新年特備之音樂寶盒系列演唱會: 謝雷 情繫香江35年演唱會（英語：Chinese New Year Music Box Special: Xie Lei Live Concert 2006）

### 電影
本地
- 拳情（微電影）（英語：Fists of Passion）

日本
- 一男（吉本短篇電影100：一男）

中國
- 微影星空（英語：Micro-Film Star）

香港
- 大內密探零零發（英語：Forbidden City Cop）
- 暗戰